# Pariacaca (dios)
Pariacaca (en quechua: Parya qaqa, posiblemente de una forma híbrida quechua-aimara como *pari-ya-q qaqa 'peñón ígneo, el peñón que quema') fue, en la mitología de la sierra central peruana, el dios del agua, los vientos y las lluvias torrenciales.
El dios Pariacaca era una divinidad polifacética, puesto que evidenciaba un sinnúmero de habilidades y/o facultades dentro del Manuscrito de Huarochirí. Dicha fuente narra a detalle acerca de su historia.
Al igual que otros dioses andinos del rayo, Pariacaca fue considerado el dios creador que contribuyó con la creación del mundo por los pueblos que lo veneraban antes que los incas continuasen su culto.
El dios Pariacaca fue muy importante en la región centroandina, cuyo culto abarcó incluso a las zonas costeras.  
Pariacaca fue uno de los tantos dioses atmosféricos que, después de la expansión del Tahuantinsuyo, pasaron a convertirse en homólogos regionales del dios Illapa. Dentro del área andina, Pariacaca tuvo dioses equivalentes a él: el dios Yana Raman por parte de los Yaros o Llacuaces; Tumayricapac, por los Yaros de Chinchaycocha; Apocatequil, por los Cajamarcas; y Pusikaqcha, por los habitantes del altiplano sur.
Nació como halcón de cinco huevos junto a sus hermanos en el cerro Condorcoto. Posteriormente, se convirtió en Kolash (humano proveniente del nido).  
Según la leyenda que habla sobre este dios y su generosidad, Pariacaca vio a un humilde hombre que lloraba sentado en la costa por lo que detuvo su vida divina y bajó del mundo de los dioses para ver qué le pasaba. Se acercó a él y se atrevió a preguntarle el porqué de su melancolía. Este le respondió que el dios Huallallo Carhuincho había amenazado a su gente con quemar el pueblo si no le daban sacrificios humanos ya que, anteriormente, les venían ofrendando perros (incluso, bajo la creencia de algunos, los mismos huancas se alimentaban de estos animales y es por esto que a los huancas les solían decir "comeperros"). Pariacaca se enfrentó a Huallallo, el dios del fuego, por ser la divinidad del pueblo y en la batalla resultó vencedor Pariacaca porque pudo apagar sus bolas de fuego con las lluvias, con lo que lo desterró y condenó a comer carroña. Ante esta victoria, el dios Pariacaca se hizo muy adorado en el pueblo por librarlos del dios Huallallo, quien fue sentenciado a comer perros por haber sido devorador de hombres.